# Hans Sonnleitner
Hans Sonnleitner (* 6. Juni 1931 in Karlsdorf, Königreich Jugoslawien; † 16. September 2021) war ein deutscher Verleger und von 1982 bis 2009 Leiter des Verlages der „Donauschwäbischen Kulturstiftung“ in München und Verfasser mehrerer Bücher zur Geschichte der Donauschwaben.

## Leben
Hans Sonnleitner war von 1945 bis 1947 als „Volksdeutscher“ in verschiedenen Gefangenenlagern im serbischen Banat (Vojvodina) interniert. Danach gelangte er nach Deutschland, wo er ein wirtschaftswissenschaftliches Studium absolvierte und danach als Abteilungsdirektor und Prokurist bei Siemens tätig war. Er gründete 1982 mit Josef Volkmar Senz et al den Verlag der „Donauschwäbischen Kulturstiftung“ in München, dessen Leitung er bis 2009 übernahm. Er ist Verfasser mehrerer Bücher zur Geschichte der Donauschwaben.
Hans Sonnleitner verstarb am 16. September 2021 im Alter von 90 Jahren und wurde am 23. September 2021 auf dem Münchner Nordfriedhof beigesetzt.

## Veröffentlichungen (Auswahl)
- Aktion Intelligenzija in Karlsdorf. Tatsachen und Hintergründe, Reflexionen zur Sinnfrage über Mord und Tod. Gedenkschrift 1944-1984 über die Ermordung von 36 Karlsdorfern.  Donauschwäbisches Archiv, 1986. 512 S.
- Donauschwäbische Todesnot unter dem Tito-Stern : Tatsachenbericht einer Familie : Geschehnisse in den Jahren 1944-1947 mit einer politischen und moralischen Wertung.
- Etymologie des Familiennamens Sonnleitner : dargestellt im Zusammenhang mit der Entstehung der deutschen Familiennamen und einer Sammlung einschlägiger Flur- und Ortsnamen sowie literarischer Aussagen über Name und Sonne.
- Familienwappen Sonnleitner Wappenunterlagen, väterliche Stammreihe, Stammtafel.
- Gefordert in bewegter Zeit biographische Notizen, bibliographische, chronologische Daten mit übergreifenden Perspektiven eines geforderten Lebens. Mit Georg Wildmann, Karl Weber et al. Arbeitskreis Dokumentation der Donauschwäbischen Kulturstiftung.
- Geschichte der donauschwäbischen Literatur von 1848 bis 2000 schöngeistiges Schrifttum, ideologisierte Literatur in Rumänien und Ungarn nach 1945, literarische Zeugnisse aus Kroatien, Serbien, den USA, aus Kanada und Australien nach 1945, Mundartdichtung, Memoiren und Erlebnisberichte.
- Karlsdorf im Verlauf donauschwäbischer Geschichte.
- Leitfaden zur Dokumentationsreihe Verbrechen an den Deutschen in Jugoslawien 1944 - 1948. Gesamtübersicht mit thematischen Ergänzungen und Register.
- Donauschwäbisches Vermächtnis im südöstlichen Mitteleuropa. Verlag der Donauschwäbischen Kulturstiftung, München 2008. 405 S.